# Natatio

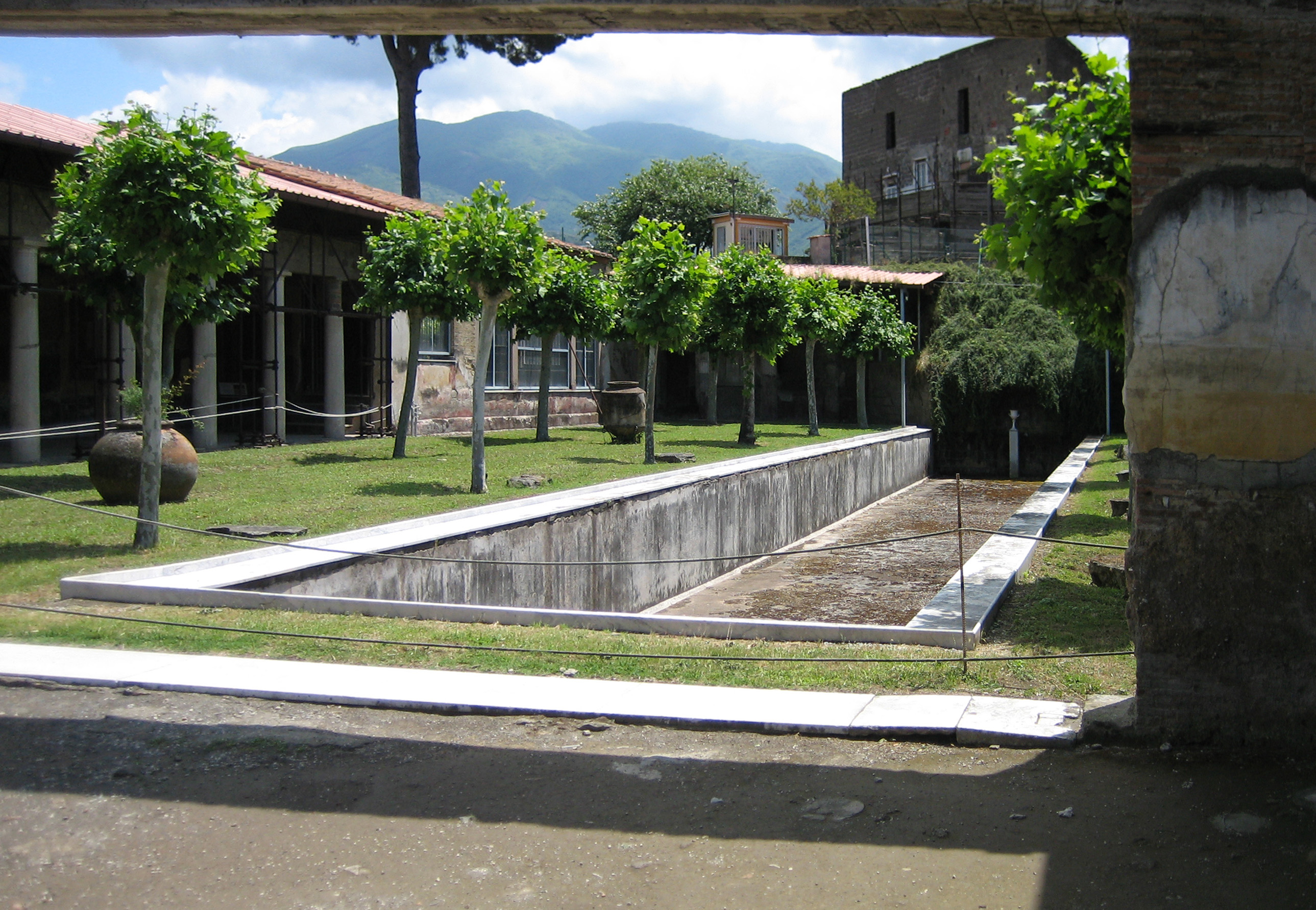
Natatio im Peristyl der Villa di San Marco in Stabiae.

Natatio bezeichnet in der römischen Antike ein meist im Freien gelegenes größeres Schwimmbecken.
Meist findet sich eine natatio im Bauzusammenhang größerer Thermenanlagen (insbesondere der sogenannten Kaiserthermen), aber auch in Villen. Nachgewiesen unter anderem in
- den Diokletiansthermen in Rom
- den Caracallathermen in Rom
- den Stabianer Thermen in Pompeji
- dem Vediusgymnasion in Ephesos
- dem Badekomplex von Sanxay in Gallien
- der Villa von Oplontis, dem heutigen Torre Annunziata
- der Villa di San Marco in Stabiae, dem heutigen Castellammare di Stabia

Außer natatio werden von den antiken Autoren mehrere Begriffe synonym für größere, ungeheizte Bade- oder Schwimmbecken gebraucht, ohne dass diese genau unterschieden werden: 
- natatorium (eher ein zum Schwimmen geeigneter Platz, nicht unbedingt künstlich angelegt)
- piscina (auch als Bezeichnung für einen Fischteich)
- lutron (altgriechisch λουτρόν „Bad“, insbesondere das Bad in der Palästra wurde so genannt)
- puteus (ausgegrabenes Becken, Brunnen)

Das Becken war mit Marmor inkrustiert, wie aus den Befunden in Pompeji belegt werden kann, und von den Dimensionen her für heutige Begriffe häufig relativ klein.